# Nevados de Poquis
Nevados de Poquis är en bergskedja i Chile.   Den ligger i regionen Región de Antofagasta, i den nordöstra delen av landet, 1 200 km norr om huvudstaden Santiago de Chile.
Trakten runt Nevados de Poquis är ofruktbar med lite eller ingen växtlighet. Trakten runt Nevados de Poquis är nära nog obefolkad, med mindre än två invånare per kvadratkilometer.